# Etodroxizină
Etodroxizina este un antihistaminic H1 derivat de piperazină, de generația 1. Este utilizat ca sedativ-hipnotic în Europa și Africa de Sud.